# IEEE 802.11r
IEEE 802.11r o itinerancia rápida (en inglés fast roaming) es una modificación del estándar 802.11 mediante WLAN desarrollado por el grupo de trabajo 11 del comité de estándares LAN / MAN del IEEE (IEEE 802), que mejora la velocidad de transición de un dispositivo entre estaciones base o puntos de acceso (AP) diferentes. IEEE 802.11r fue ratificado en 2008.

## Protocolo
Antes del protocolo IEEE 802.11r, la operación de transición entre dos puntos de acceso (AP) era de 6 etapas:
1. Barrido (scanning) para descubrir los puntos de acceso (AP).
2. Intercambio de mensajes de autenticación entre dispositivo y el punto de acceso (AP).
3. Intercambio de mensajes de re-asociación entre dispositivo y el punto de acceso (AP). En este punto la conexión está establecida, pero no existe clave secreta de encriptación.
4. Negociación de la clave maestra (Master Key PMK) mediante IEEE 802.11X[3]
5. Creación de una clave única de encriptación basada en el anterior PMK.
6. Establecimiento del servicio de control de calidad del enlace o QoS .

El protocolo IEEE 802.11r implementa las mismas 6 etapas anteriores, pero en la negociación de la clave maestra del paso 4, se exige la autenticación con los servicios RADIUS, EAP .